# Urtjutjärnarna
Urtjutjärnarna är varandra näraliggande sjöar i Jokkmokks kommun i Lappland som ingår i Luleälvens huvudavrinningsområde.
- Urtjutjärnarna (Jokkmokks socken, Lappland, 740142-170707), sjö i Jokkmokks kommun, 66°38′27″N 20°29′12″Ö / 66.6407°N 20.4866°Ö
- Urtjutjärnarna (Jokkmokks socken, Lappland, 740180-170701), sjö i Jokkmokks kommun, 66°38′45″N 20°29′14″Ö / 66.6458°N 20.4871°Ö (6,38 ha)